# Riejanne Markus
Pour les articles homonymes, voir Markus.
Riejanne Markus, née le 1er septembre 1994 à Diemen, est une coureuse cycliste néerlandaise. Elle est membre de l'équipe Lidl-Trek.

## Biographie

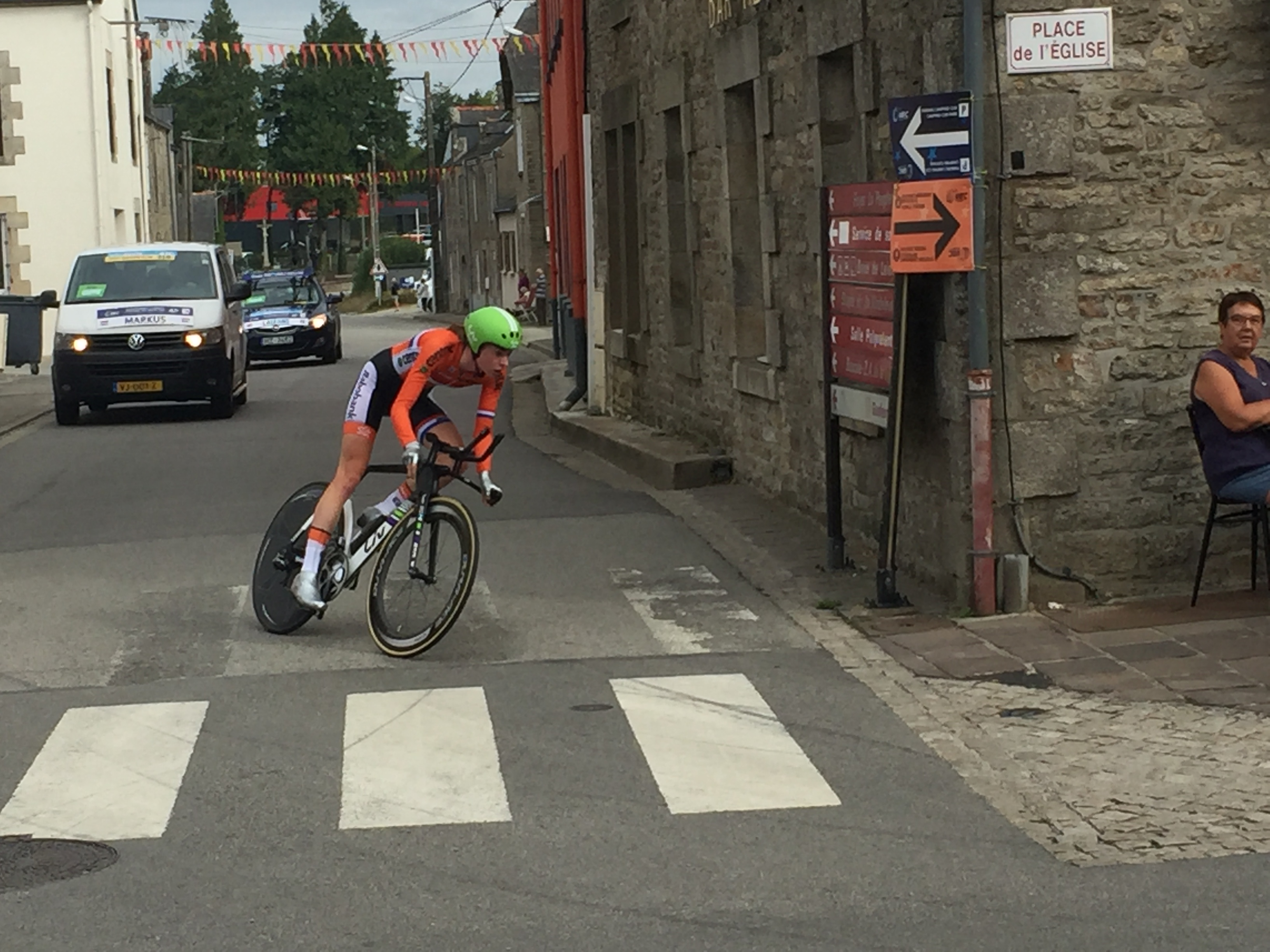
Aux championnats d'Europe du contre-la-montre 2016

Elle commence le cyclisme à l'âge de dix ans. Elle participe à sa première course sur un vélo de ville. Sa sœur cadette Femke est également cycliste professionnelle depuis 2019.
Au Tour du Trentin, elle est deuxième du sprint de la deuxième étape secteur b derrière  Thalita de Jong.
Lors de la neuvième étape du Tour d'Italie 2016, un groupe de neuf coureuses s'extrait du peloton en début d'étape. Il comprend : Mayuko Hagiwara, Sheyla Gutiérrez, Lauren Kitchen, Thalita de Jong, Charlotte Bravard, Ingrid Drexel, Maria Giulia Confalonieri, Ane Santesteban et Riejanne Markus. Le groupe compte jusqu'à cinq minutes d'avance et aborde la côte dans le final avec trois minutes trente d'écart. Thalita de Jong attaque dans la pente et passe au sommet avec six secondes d'avantage. Elle gagne en solitaire en consolidant cette avance. Ses poursuivantes, réduites à cinq, se disputent la deuxième place au sprint. Riejanne Markus se montre la plus rapide.
Au Circuit de Borsele, elle s'échappe avec Eugenia Bujak avant de la devancer au sprint.
À l'Amstel Gold Race, le passage du Keutenberg au kilomètre cinquante-quatre provoque une sélection. Un groupe de huit coureuses se forme à son sommet avec notamment Riejanne Markus. L'avantage de l'échappée monte à deux minutes trente. Dans l'avant-dernière montée du Cauberg, Chantal Blaak accélère et n'est suivie que par Alexis Ryan puis par Amanda Spratt. Derrière, Brand, Cordon et Markus allient leurs forces et reviennent sur la tête. À dix kilomètres du but, Riejanne Markus prend quelques centaines de mètres, mais Chantal Blaak vient remettre les compteurs à zéro. Riejanne Markus se classe finalement quatrième,.
En 2019, elle s'adjuge le titre de champion d'Europe de relais mixte avec les Pays-Bas. Elle en fait de même aux championnats du monde.
Le 19 octobre 2020, il est annoncé qu'elle rejoindra la nouvelle équipe Team Jumbo-Visma en 2021.
Sur la deuxième étape du Tour de Norvège, Riejanne Markus attaque ensuite et opère la jonction sur la tête de course à quarante kilomètres de l'arrivée. L'avance est réduite à treize secondes à vingt-quatre kilomètres de l'arrivée. Riejanne Markus part alors seule. Elle passe la ligne avec deux secondes d'avance sur les sprinteuses. La tête du classement général est d'abord attribuée à Kristen Faulkner puis corrigée plusieurs heures plus tard pour aller à Riejanne Markus. Elle perd ce maillot le lendemain, dans l'étape arrivant au sommet. Elle est finalement septième de l'épreuve.
Lors des championnats d'Europe du contre-la-montre, Riejanne Markus prend la cinquième place. Elle est ensuite neuvième des championnats du monde de la discipline.
Au Bloeizone Fryslân Tour, Riejanne Markus est deuxième du prologue sept secondes derrière Ellen van Dijk. Cela lui permet de conclure l'épreuve à la deuxième place.
Au Women's Tour, elle est quatrième de la quatrième étape après s'être échappée. Aux championnats des Pays-Bas sur route, elle est échappée avec Shirin van Anrooij et la devance au sprint. Elle est également troisième du contre-la-montre. Elle est ensuite huitième du contre-la-montre inaugural au Tour d'Italie. Aux championnats d'Europe, Riejanne Markus prend la médaille de bronze du contre-la-montre. 
Au Simac Ladies Tour, elle attaque aux quatre kilomètres lors de la quatrième étape et n'est pas reprise

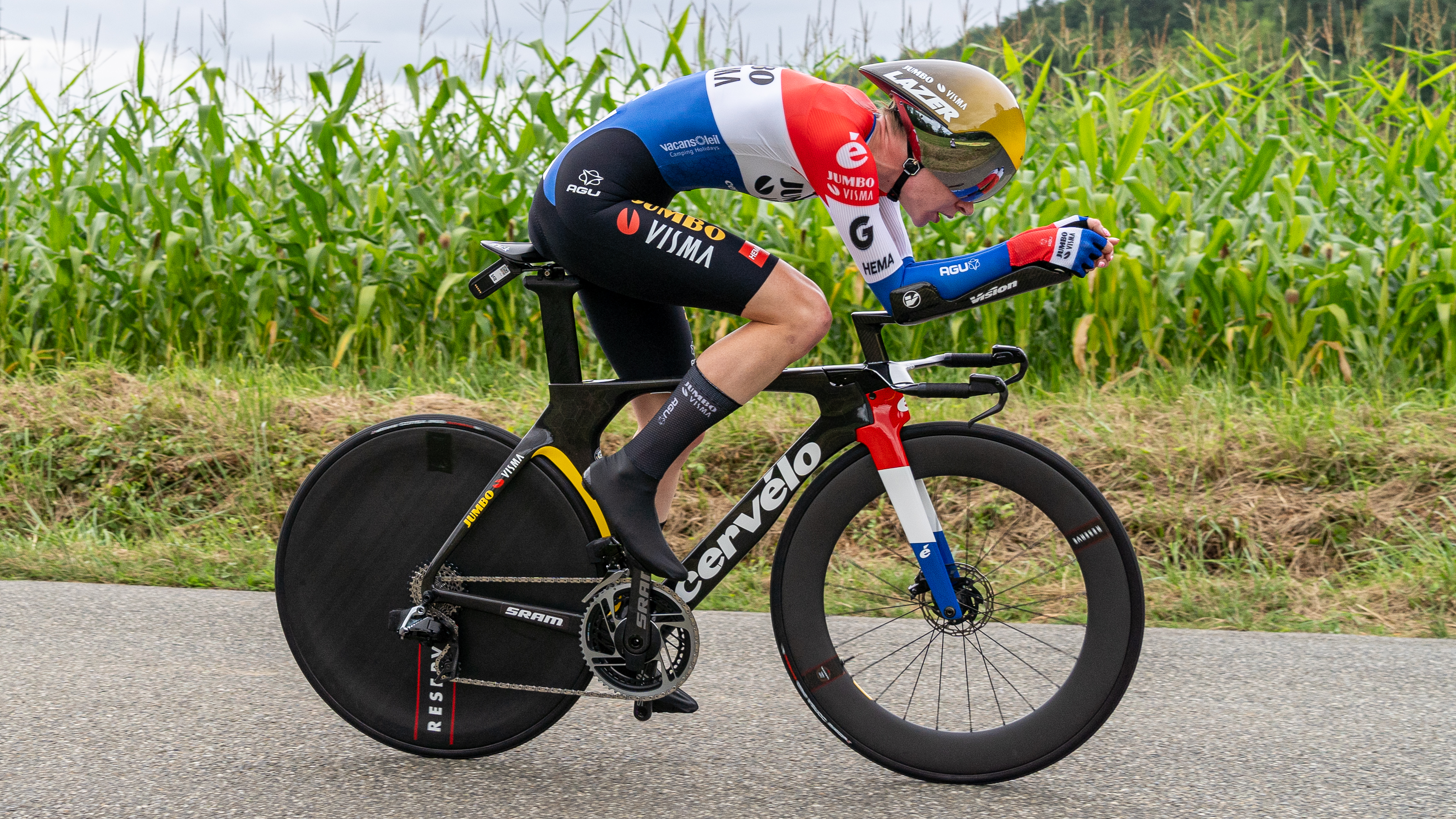
Sur le contre-la-montre du Tour de France

Aux Strade Bianche, elle termine avec les favorites et est huitième. 
Sur Liège-Bastogne-Liège, après la Roche-aux-Faucons, Riejanne Markus revient sur le groupe de poursuite. Elle est quatrième de la course. Au Tour d'Espagne, sur la montagneuse cinquième étape, Riejanne Markus se classe septième. De nouveau dans le top 10 les deux jours suivants, elle est quatrième du classement général final. À la Classique féminine de Navarre, elle place une accélération à onze kilomètres de la ligne et n'est plus reprise.
Elle remporte le titre de championne des Pays-Bas du contre-la-montre. Au Tour de France, elle se classe cinquième du contre-la-montre final. Cela lui permet de prendre la onzième place finale. Elle est neuvième des Championnats du monde du contre-la-montre et de ceux sur route,. Elle est plus tard septième des Championnats d'Europe du contre-la-montre.

## Palmarès sur route

### Par années
- 2015
  - 5e du Championnat d'Europe sur route espoirs
- 2017
  - Circuit de Borsele
  - Gracia Orlova :
    - Classement général
    - 1re et 3e étapes du Gracia Orlova
- 2018
  - 4e de l'Amstel Gold Race
- 2019
  -  Championne du monde du contre-la-montre par équipes en relais mixte
  -  Championne d'Europe du contre-la-montre relais
- 2021
  - 2e étape du Tour de Norvège
  -  Médaillée d'argent du championnat du monde du contre-la-montre par équipes en relais mixte
  - 5e du championnat d'Europe du contre-la-montre
  - 7e du Tour de Norvège
  - 9e du championnat du monde du contre-la-montre
- 2022
  -  Championne des Pays-Bas sur route
  - 4e étape du Simac Ladies Tour
  - 2e du Bloeizone Fryslân Tour
  - 2e du championnat des Pays-Bas du contre-la-montre
  -  Médaillée de bronze du championnat d'Europe du contre-la-montre
  - 4e du Simac Ladies Tour
- 2023
  -  Championne des Pays-Bas du contre-la-montre
  - 1re étape de La Vuelta Femenina (contre-la-montre par équipes)
  - Classique féminine de Navarre
  - 4e de Liège-Bastogne-Liège
  - 4e de La Vuelta Femenina
  - 7e du championnat d'Europe du contre-la-montre
  - 8e des Strade Bianche
  - 9e du championnat du monde du contre-la-montre
  - 9e du championnat du monde sur route
- 2024
  -  Championne des Pays-Bas du contre-la-montre
  - Veenendaal-Veenendaal
  - 3e étape du Tour de Romandie
  - 2e de La Vuelta Femenina
  - 2e du Tour de Catalogne
  - 2e du Princess Anna Vasa Tour
  - 4e du championnat d'Europe du contre-la-montre
  - 7e des Strade Bianche
  - 9e du championnat du monde sur route
- 2025
  - 1re étape du Tour d'Espagne (contre-la-montre par équipes)
  - 2e du championnat des Pays-Bas du contre-la-montre
  - 4e du Tour de Grande-Bretagne

### Résultats sur les grands tours

#### Tour d'Italie
6 participations
- 2016 : 66e
- 2017 : 78e
- 2018 : 59e
- 2019 : 48e
- 2021 : 34e
- 2022 : non partante (6e étape)

#### Tour de France
4 participations :
- 2022 : 12e
- 2023 : 11e
- 2024 : 44e
- 2025 : 22e

#### Tour d'Espagne
3 participations
- 2023 : 4e et vainqueure de la 1re étape (contre-la-montre par équipes)
- 2024 : 2e
- 2025 : 13e, vainqueure de la 1re étape (contre-la-montre par équipes)

### Classements mondiaux
| Année                                 | 2014 | 2015 | 2016 | 2017 | 2018 | 2019 | 2020 | 2021 | 2022 | 2023 | 2024 |
| ------------------------------------- | ---- | ---- | ---- | ---- | ---- | ---- | ---- | ---- | ---- | ---- | ---- |
| Classement UCI                        | 443e | 192e | 116e | 57e  | 79e  | 67e  | 135e | 49e  | 40e  | 22e  | 28e  |
| UCI World Tour                        |      |      | 86e  | 113e | 55e  | 64e  | 63e  | 45e  | 40e  | 25e  | 27e  |
|                                       |      |      |      |      |      |      |      |      |      |      |      |
| Légende : nc = non classéSource : UCI |      |      |      |      |      |      |      |      |      |      |      |

## Palmarès en VTT
- 2017
  -  Championne d'Europe de beachrace
- 2018
  -  Médaillée d'argent du championnat d'Europe de beachrace
- 2019
  -  Médaillée d'argent du championnat d'Europe de beachrace
- 2021
  -  Médaillée d'argent du championnat d'Europe de beachrace